# Inkyuleea
Inkyuleea, rod crvenih alga smješten u vlastitu porodicu Inkyuleeaceae i red Inkyuleeales, dio je podrazreda Rhodymeniophycidae. Postoje tri priznatre vrste, sve su morske.

## Vrste
1. Inkyuleea ballioides (Sonder) H.-G.Choi, Kraft & G.W.Saunders - tipična
2. Inkyuleea beckeri (F.Schmitz ex Mazza) H.-G.Choi, Kraft & G.W.Saunders
3. Inkyuleea mariana (Harvey) H.-G.Choi, Kraft & G.W.Saunders